# Masaki Chugo
Masaki Chugo (中後 雅喜 Chugo Masaki?), född 16 maj 1982 i Chiba prefektur, är en japansk fotbollsspelare.
Chugo började sin karriär 2005 i Kashima Antlers. Han spelade 69 ligamatcher för klubben. Med Kashima Antlers vann han japanska ligan 2007, 2008 och japanska cupen 2007. 2009 flyttade han till JEF United Chiba. Efter JEF United Chiba spelade han för Cerezo Osaka och Tokyo Verdy. Han avslutade karriären 2017.